# Ajay Mitchell
Ajay Mitchell (* 25. Juni 2002 in Ans) ist ein belgischer Basketballspieler.

## Werdegang
Mitchell erlernte das Basketballspiel ab dem vierten Lebensjahr in der Jugendabteilung des Vereins Union Huy Basket. 2019 weilte er in Frankreich im Nachwuchs von Nanterre 92, von 2019 bis 2021 spielte Mitchell für Limburg United.
Zwischen 2021 und 2024 studierte und spielte er in den Vereinigten Staaten an der University of California, Santa Barbara. Ende Juni 2024 wählten die New York Knicks den Belgier im Rahmen des NBA-Draftverfahrens aus und gaben ihn unmittelbar danach an den Ligakonkurrenten Oklahoma City Thunder an. Oklahoma City stattete Mitchell mit einem Zwei-Wege-Vertrag aus. Im Juni 2025 wurde er der erste Belgier, der Punkte in einem Spiel einer NBA-Finalserie erzielte. Anschließend gewann er mit Oklahoma City den Meistertitel. Mitchell war nach Didier Ilunga-Mbenga der zweite Belgier, der NBA-Meister wurde.

## Persönliches
Mitchells Halbschwestern Alexis and Ashley spielten im Leistungsbereich Volleyball an der University of Wisconsin beziehungsweise an der Northwest Missouri State University.
Sein aus den Vereinigten Staaten stammender Vater Barry war Berufsbasketballspieler.